# Аний Руф
Аний Руф (на латински: Annius Rufus) е третият префект на римска Юдея от 12 до 15 г. и е поставен от император Август.
Постъпва на тази служба след Марк Амбибул. Единственият източник за него е от Йосиф Флавий, който пише, че по това време през 14 г. умира император Август.
На неговите монети от 13 до 14 г. и той, както Марк Амбибул, не поставя портрета си. Новият император Тиберий поставя Валерий Грат за управител.